# 1795 Woltjer
1795 Woltjer eller 4010 P-L är en asteroid i huvudbältet som upptäcktes den 24 september 1960 av den nederländsk-amerikanske astronomen Tom Gehrels och det nederländska astronomparet Ingrid van Houten-Groeneveld och Cornelis Johannes van Houten vid Palomarobservatoriet. Den är uppkallad efter den holländske astronomen Jan Woltjer.
Asteroiden har en diameter på ungefär 23 kilometer och den tillhör asteroidgruppen Dora.